# Potjeslatijn

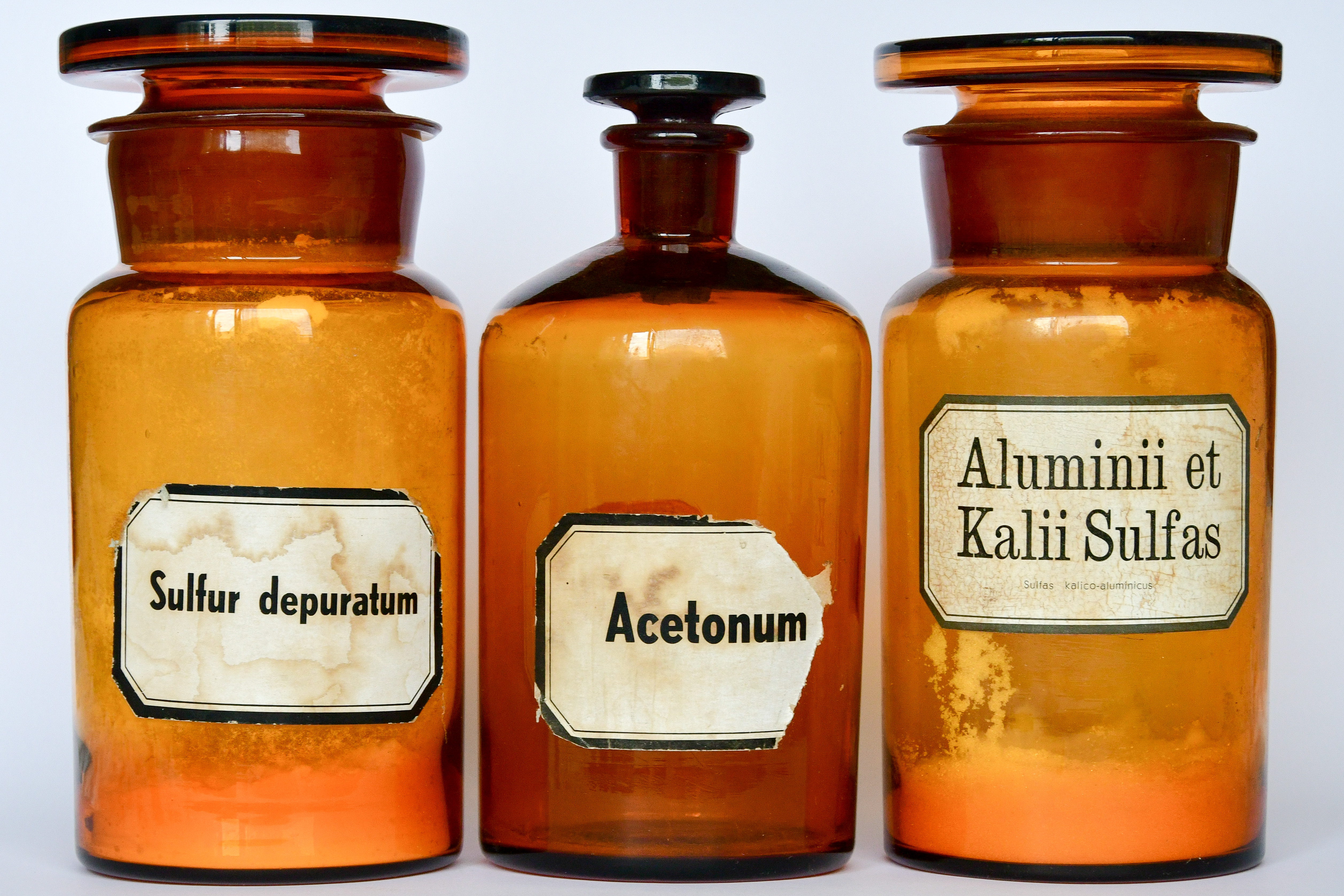
Apothekerspotten met teksten in potjeslatijn. Van links naar rechts: geraffineerde zwavel, aceton, aluin (aluminiumkaliumsulfaatdodecahydraat)

Potjeslatijn is pseudo-Latijn, zoals dat wordt geschreven door artsen en apothekers.
Het begrip potjeslatijn komt van de geleerd aandoende benamingen als aqua rosa voor rozenwater en sulphur depuratum voor poederzwavel die gebruikelijk waren op etiketten van potten en flessen in oude drogisterijen en apotheken.
Moderne voorbeelden zijn:
- spreuk op poort van Max Euweplein in Amsterdam "Homo sapiens non urinat in ventum" ofwel: "een verstandig mens plast niet tegen de wind in"
- Via Belgica: deze weg heette zo niet in de Romeinse Tijd en zou volgens de gewoonten van toen ook niet zo zijn genoemd. Het is een moderne naam.
- de naam van het Nijmeegse bouwproject Porta Romanum (later gecorrigeerd tot Porta Romana)
- het Canadese farmaceutische bedrijf Excellium
- het homeopathische middel Oscillococcinum
- uit The Handmaid's Tale: Nolite te Bastardes Carborundorum, wat zoveel zou moeten betekenen als 'Zorg dat de bastaarden je niet naar de knoppen helpen'.